# Miss Venezuela Mundo
 Miss Venezuela Mundo  es un título de belleza femenina. También se conoce así al certamen que lo confiere y que se celebra anualmente juzgando la belleza integral, la elegancia, la personalidad, el porte, la pose, la comunicación y la seguridad de candidatas provenientes de diferentes regiones del país. Al igual que ocurre con el título Miss Venezuela, se dice que la portadora es «la mujer más bella del país». La ganadora del título lo lleva por un periodo de alrededor de un año, añadiendo a él, el año en que lo ganó. La actual Miss Venezuela World 2024 es Valeria Cannavò de Dependencias Federales.
Miss Venezuela Mundo fue un concurso con una reconocible aceptación nacional. Los dueños del certamen eran la Organización Cisneros y la Organización Miss Venezuela. Juntos conformaban la Organización Miss Venezuela, cuyo Presidente era Osmel Sousa; dicha empresa organizaba este concurso y sus dos certámenes hermanos, Miss Venezuela y Míster Venezuela. Esta misma organización mantenía y comerciaba las actividades y necesidades de las tres portadoras de los títulos, siendo su imagen principal la Miss Venezuela Mundo en funciones.
La portadora del título, representaba a Venezuela en el Miss Mundo. El certamen se realizó formalmente hasta 2015, dos años después es nuevamente incorporado al certamen principal, el Miss Venezuela.
Luego de la renuncia del Zar de la belleza Osmel Sousa la organización Miss Venezuela paso por restructuración de su junta directiva.
Para el año 2018 la Ganadora del Miss Venezuela 2018, Isabella Rodríguez, representó formalmente al país en el certamen Miss Mundo 2019, ocupando un puesto dentro del top 40.
En el año 2020 la actual administración de la Organización Miss Venezuela anunció que el día 24 de septiembre el certamen se realizará bajo el título Miss Venezuela World 2020.

## Historia
Vanessa María Cárdenas Bravo fue coronada Miss Venezuela Mundo 2000, en un evento especialmente creado. Fue la primera Miss Venezuela Mundo de la historia reciente del Miss Venezuela. Hasta la edición del 2011, la representante de Venezuela en el Miss Mundo se escogía en el Miss Venezuela. Sin embargo, luego del Miss Mundo 2012, atendiendo al requerimiento de la Organización Miss Mundo y luego de una reunión sostenida entre su presidenta, Julia Morley y su homólogo, Osmel Sousa, la Organización Miss Venezuela tomó la decisión de ajustar los parámetros de la realización del certamen Miss Venezuela, dividiéndolo en dos eventos: uno para coronar a las representantes para Miss Universo, Miss Internacional y Miss Tierra; y otro para seleccionar a la representante venezolana para el Miss Mundo. 
Para la edición del Miss Venezuela 2017, la elección de Miss Venezuela Mundo vuelve al magno evento de la belleza nacional, es elegida en la noche final de coronación Veruska Ljubisavljević del Estado Vargas, para representar al país en el Miss Mundo 2018.
La primera edición separada del concurso se llevó a cabo desde el año 2000, ganado el título Vanessa María Cárdenas Bravo. Para el 2001, Andreína del Carmen Prieto Rincón fue coronada Miss Venezuela Mundo 2001, en esta segunda edición concursaron 40 chicas, de las cuales 26 fueron seleccionadas para el Miss Venezuela 2001. Goizeder Victoria Azúa Barrios fue coronada Miss Venezuela Mundo 2002. 
Desde 2003, Valentina Patruno Macero, Miss Miranda 2003 (Miss World Venezuela 2003) y Andrea María Milroy Díaz (Miss World Venezuela 2004) y Berliz Susan Carrizo Escandela (Miss Venezuela Mundo 2005) elegidas en el Miss Venezuela. No obstante, Alexandra Federica Guzmán Diamante, fue coronada Miss Venezuela Mundo 2006 en evento separado celebrado en julio para cumplir con la fecha límite para entrar en el concurso Miss Mundo de ese año, que se celebró en septiembre, clasificó como semifinalista y ganó el título de Miss Belleza Playera, en ese mismo año hubo dos Miss Venezuela Mundo electas, Claudia Paola Suárez Fernández Miss Venezuela Mundo 2007; desde entonces se eligió la representante de Miss Mundo en un solo concurso hasta el 2013. Lo mismo ocurre en 2017 pues en octubre de ese año es electa Ana Carolina Ugarte Miss Venezuela Mundo 2017 para representar a Venezuela en el Miss Mundo 2017, días más tarde el 9 de noviembre es electa Veruska Ljubisavljević para representar a Venezuela en el Miss Mundo 2018.
Bajo la dirección de Osmel Sousa, Venezuela se ha adjudicado más coronas de Miss Mundo que cualquier otro país con 6 títulos; lo cual ubica al país en el primer lugar del ranking del certamen. La última venezolana en coronarse Miss Mundo fue Ivian Sarcos en 2011.
Tradicionalmente, el desfile dura aproximadamente 2 o 3 horas y se llevaba a cabo a mediados de julio en el Estudio 1 de Venevisión. Este evento formaba parte de la denominada Temporada de la Belleza. La candidatas en el concurso no representan un Estado, así que estas solo se representan por un número. 
Para el año 2016, sin anuncio alguno se confirmaría que Venevisión no realizaría el certamen de belleza ese año, debido a la crisis económica que afrontaba la nación. El 5 de noviembre de 2016, la Organización Miss Venezuela designa oficialmente a Diana Croce al Miss Mundo 2016, siendo coronada de manos de su antecesora, Anyela Galante. Croce había sido primera finalista en Miss Venezuela 2016. 
Para el 2017, Osmel Sousa realiza una convocatoria donde asistieron candidatas de años anteriores, siendo Ana Carolina Ugarte seleccionada para representar a Venezuela en el Miss Mundo 2017. Más tarde, ese mismo año, el título de Miss Venezuela Mundo es entregado durante el certamen Miss Venezuela, tal y como lo había sido hasta 2011; siendo Veruska Ljubisavljević del Estado Vargas la acreedora del título.
Para el año 2020 el certamen vuelve luego de dos años desde su última elección de Veruska Ljubisavljević como Miss Venezuela Mundo 2017, bajo el nombre de Miss Venezuela World.

## Ganadoras de certamen

### Ganadoras
| #              | Año  | Ganadora                           | Entidad                          | Sede                                        | Candidatas | Fecha                            |
| -------------- | ---- | ---------------------------------- | -------------------------------- | ------------------------------------------- | ---------- | -------------------------------- |
| 1              | 2000 | Vanessa María Cárdenas Bravo       | N.º 14                           | Estudio 1 de Venevisión, La Colina, Caracas | 36         | Sábado, 15 de julio de 2000      |
| 2              | 2001 | Andreína del Carmen Prieto Rincón  | N.º 1                            | Estudio 1 de Venevisión, La Colina, Caracas | 40         | Jueves, 26 de julio de 2001      |
| 3              | 2002 | Goizeder Victoria Azúa Barrios**   | Carabobo                         | Estudio 1 de Venevisión, La Colina, Caracas | 27         | Sábado, 31 de agosto de 2002     |
| 4              | 2006 | Alexandra Federica Guzmán Diamante | N.º 4 (Miss Miranda 2001)        | Estudio 1 de Venevisión, La Colina, Caracas | 6          | Sábado, 15 de julio de 2006      |
| 5              | 2013 | Karen Andrea Soto Lugo             | Zulia (Miss Costa Oriental 2010) | Estudio 1 de Venevisión, La Colina, Caracas | 12         | Sábado, 10 de agosto de 2013     |
| 6              | 2014 | Debora Sacha Menicucci Anzola      | N.º 12 (Miss Amazonas 2013)      | Estudio 1 de Venevisión, La Colina, Caracas | 12         | Sábado, 2 de agosto de 2014      |
| 7              | 2015 | Anyela Galante Salerno             | N.º 12                           | Estudio 1 de Venevisión, La Colina, Caracas | 12         | Sábado, 4 de julio de 2015       |
| 1° Designación | 2016 | Diana Macarena Croce García        | Nueva Esparta                    | Designada                                   | Designada  | Designada                        |
| 2° Designación | 2017 | Ana Carolina Ugarte Campos         | Monagas (Miss Monagas 2013)      | Designada                                   | Designada  | Designada                        |
| 8              | 2017 | Veruska Ljubisavljević**           | Vargas                           | Estudio 5 de Venevisión, La Colina, Caracas | 24         | Jueves, 9 de noviembre de 2017   |
| 9              | 2020 | Alejandra Conde Licón              | Aragua                           | Estudio 5 de Venevisión, La Colina, Caracas | 22         | Jueves, 24 de septiembre de 2020 |
| 10             | 2021 | Ariagny Idayari Daboín Ricardo     | Cojedes                          | Estudio 1 de Venevisión, La Colina, Caracas | 18         | Jueves, 28 de octubre de 2021    |
| 11             | 2024 | María Valeria Cannavò Balsamo      | Dependencias Federales           | Estudio 1 de Venevisión, La Colina, Caracas | 21         | Sábado, 23 de noviembre de 2024  |

(**) Goizeder Azúa (Carabobo) fue coronada Miss Mundo Venezuela 2002 durante la preliminar del Miss Venezuela 2002, en un evento denominado Gala de la Belleza: Miss Mundo 2002, el sábado, 31 de agosto de 2002. El título de Miss Carabobo no fue ocupado por ninguna concursante durante la final del Miss Venezuela 2002.
(**) Veruska Ljubisavljević (Vargas) fue coronada Miss Venezuela Mundo 2017 durante la noche final del Miss Venezuela 2017, el jueves, 9 de noviembre de 2017.

## Datos sobre las ganadoras
- Ana Carolina Ugarte, es la Miss Venezuela Mundo con el reinado más corto, pues siendo coronada el 14 de octubre de 2017, dejó de ser titular el 9 de noviembre del mismo año, con un total de 26 días de reinado. Ugarte, no coronó a su sucesora debido a que al momento de la elección de la coronación de Miss Venezuela Mundo (electa en el Miss Venezuela 2017), Ana se encontraba en China participando en el Miss Mundo 2017; en su lugar fue Osmel Sousa quien hizo entrega de la corona a la nueva Miss Venezuela Mundo 2017.

## Miss Venezuela World

### Ganadoras
| # | Año  | Ganadora                       | Entidad                                                      | Sede                                        | Candidatas | Fecha                            |
| - | ---- | ------------------------------ | ------------------------------------------------------------ | ------------------------------------------- | ---------- | -------------------------------- |
| 1 | 2020 | Alejandra José Conde Licón     | Aragua (Ganadora Oficial al Miss Mundo 2021)                 | Estudio 5 de Venevisión, La Colina, Caracas | 22         | Jueves, 24 de septiembre de 2020 |
| 2 | 2021 | Ariagny Idayari Daboín Ricardo | Cojedes (Ganadora Oficial al Miss Mundo 2023)                | Estudio 1 de Venevisión, La Colina, Caracas | 18         | Jueves, 28 de octubre de 2021    |
| 3 | 2024 | María Valeria Cannavò Balsamo  | Dependencias Federales (Ganadora Oficial al Miss Mundo 2025) | Estudio 1 de Venevisión, La Colina, Caracas | 21         | Sábado, 23 de noviembre de 2024  |